# Niklas Juliusson d'Epreez
Niklas Juliusson d'Epreez, även Niclas Giliusson Depreez och Niclas Gilliusson de’Preez, var en franskättad borgmästare verksam i Filipstad. d'Epreez var Filipstads stads förste borgmästare.

## Liv och verk
Det förekommer flera oklarheter och felaktiga uppgifter i historieskrivningen över d'Epreez liv. Enligt Erik Fernow påstås han ha varit både bergsfogde och bergmästare, men detta har motbevisats.
d'Epreez anlade vid början av 1600-talet ett industriellt verk i Filipstad.